# Приінгульський регіональний ландшафтний парк
Приінгу́льський — регіональний ландшафтний парк в Україні, в межах Новобузького району Миколаївської області.
Площа 3152,7 га. Створений рішенням Миколаївської обласної ради від 17 грудня 2002 року. Перебуває у віданні: Новобузька міська рада, Кам'янська, Софіївська, Розанівська сільради та ін. 
Регіональний ландшафтний парк «Приінгульський» — складова частина природно-заповідного фонду України.

## Розташування
Парк розташований на ділянці долини річки Інгул на землях Новобузької міської ради, Кам'янської, Софіївської, Розанівської сільських рад у Новобузького району Миколаївської області, неподалік від міста Новий Буг (від якого їхати в напрямку до села Софіївка). Від парку до міста Миколаєва — 95 км, до Кривого Рогу — 80 км, до Кропивницького — 85 км.

## Загальні відомості
Метою створення парку є збереження в природному стані ділянки долини річки Інгул з її типовими та унікальними природними комплексами (фрагментами цілинного степу, гранітними відслоненнями, водотоками, лісовими насадженнями).
Основні завдання парку:
- збереження та відновлення цінних природних комплексів, видів рослинного і тваринного світу;
- створення умов для туризму, відпочинку в природних умовах;
- проведення наукових досліджень;
- екологічна освітньо-виховна робота.

До складу парку без зміни категорії входять: гідрологічний заказник «Софіївське водосховище», ботанічний заказник «Пелагеївський».
Спеціальну адміністрацію (дирекцію) парку створено 2007 року. Вона розташована в селі Софіївка Новобузького району.

## Екосистема парку

### Рельєф
Парк розташований на південно-західній околиці Інгульського блоку Українського кристалічного щита. Вапняки, глини й піски тут лежать на докембрійських утвореннях — гнейсах та гранітах, які по долинах річок Інгул та його приток — Березівка, Сагайдак, Стовпова — місцями виходять на поверхню, створюючи неповторно привабливі ландшафтні утворення, ізотопний вік яких визначається геологами у 1,8—2,2 мільярди років.
Окремі, найбільш примітні або мальовничі, виходи кристалічних порід отримали власні назви. Про деякі з них складено по декілька легенд, як, наприклад, про скелі над Інгулом «Пугач», «Стовп» (або «Скеля скам'янілих богатирів», «Кам'яних богатирів» та ін.), «Спляча красуня», «Стіна» або просто «Устя» поблизу від гирла Березівки, де вона впадає в Інгул. На південь від села Розанівка також є «Стіна» або «Воронова скеля», на якій здавна селиться пара воронів. Є ще два «Пугачі» — «Старий» та «Молодий». Є фантастично привабливі гранітні відслонення — «Берег кам'яних химер», гранітне плато у місці злиття річки Стовпової з Інгулом, що має назву «Чортів міст», а також інші.

### Рослинний світ
Флора території парку «Приінгульський» налічує бл. 600 видів рослин, у тому числі 20 видів, що занесено до Червоної книги України, 4 — в Європейський червоний список, 5 — у Світовий червоний список, 1 — до списку Бернської конвенції про охорону дикої флори і фауни та природних середовищ існування в Європі, 12 видів — до Регіонального списку охорони Миколаївської області.
Крім характерних для південно-української зони степових, лучно-степових, лучних, лісових і наскельних видів тут трапляється багато прибузьких і причорноморських ендеміків, таких як карагана скіфська (Caragana scythica), дрік скіфський (Genista scythica), астрагал одеський (Astragalus odessana), а також реліктових, рідкісних і зникаючих видів, що являють собою унікальний фітогенофонд. Наприклад, — реліктовий вид, гімносперміум одеський (Gymnospermium odessanum), якого тут за останні два роки виявлено кілька куртин.
Навесні мальовниче прикрашають різноманітні ландшафтні утворення лапчатка піщана, аурінія скельна, декілька видів фіалок, ряст ущільнений, проліска дволиста, тюльпан бузький, півники низькі, а влітку — райдужна мозаїка степового різнотрав'я. Восени схили червоніють від плодів глоду, шипшини, від листя бруслини європейської, барбарису звичайного, рябіють від абрикосової та ясеневої кольорової гами. Приваблюють і безліч лікарських рослин. Величні розсипи каменів з ранньої весни до пізньої осені розквітчані мохами та лишайниками.
Лише тут, а саме в Щорсівському парку, у колишній садибі поміщиків Тропініних, можна побачити старезні ясени звичайні, в'язи гладенькі, гледичії триколючкові, втрьох обійняти сторічні тополі чорні.

### Тваринний світ
Інтенсивна господарська діяльність вплинула і на тваринний світ парку «Приінгульський». Випас худоби, рекреаційні навантаження, аматорське рибальство, браконьєрство в акваторії Софіївського водосховища, степові й лісові пожежі — усе це збіднює фауну. Попри це вона тут збереглася набагато краще, ніж у прилеглих агроландшафтах.
Тут трапляються рідкісні та зникаючі види тварин, що перебувають під охороною держави. Це поліксена (Zerinthia polyxena), махаон звичайний (Papilio machaon), сколія-гігант (Scolia maculata), ксилокопа звичайна (Xylocopa valga), подалірій (Iphiclides podalirius), жовтобрюх (Coluber jugularis), канюк степовий (Buteo rufinus), тхір степовий (Mustela eversmannii), горностай (Mustela erminea), видра річкова (Lutra lutra) та інші.

## Історико-архітектурні об'єкти
На території парку розташований Свято-Михайлівський храм Свято-Михайловського Пелагеївського жіночого монастиря.

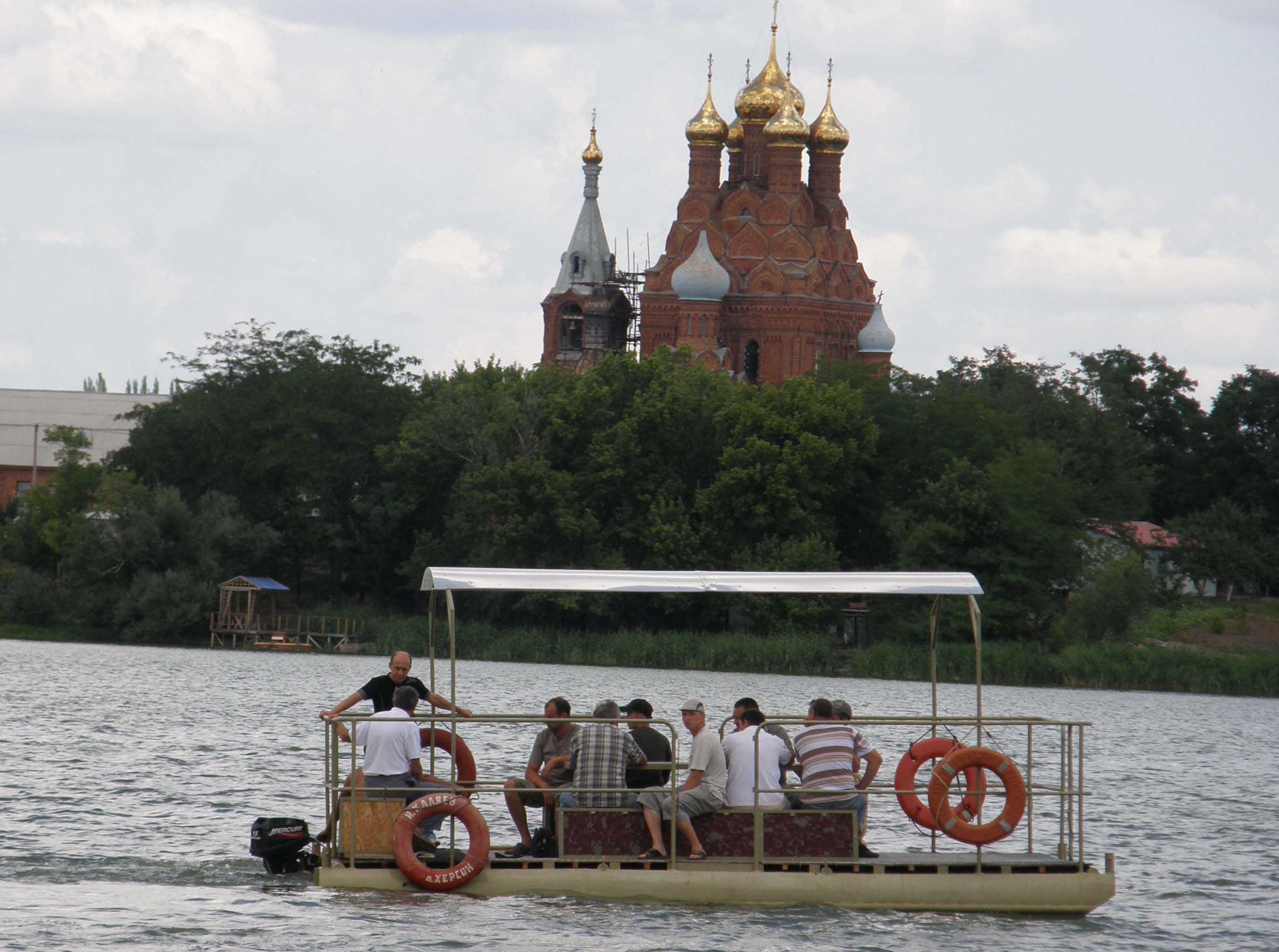
Вигляд на Свято-Михайлівський Пелагеївський жіночий монастир

На території парку розташована садиба Тропіних. До садиби веде підвісний міст.